# Газопровод Аджикабул — Астара — Абадан
Трубопровод «Аджикабул — Астара — Абадан» — это газопровод из азербайджанского города Аджикабул (бывший Кази-Магомед) в Иран.

## История
Трубопровод был согласован между Ираном и Советским Союзом в 1965 году. Он был открыт в октябре 1970 года в Астаре Шахиншахом Ирана Мохаммадом Резой Пехлеви и Председателем Президиума Верховного Совета Николаем Подгорным. В 1971–1979 годах в республики Закавказья Советского Союза по этому трубопроводу поставлялся природный газ из Ирана. Советы, в свою очередь, согласились передать технологию производства тяжелого машиностроения, что привело к созданию компании Machine Sazi Arak и строительству Исфаханского металлургического комплекса. После иранской революции иранские поставки были прекращены.
В 2006 году Азербайджан начал своп-сделку с Ираном, поставляя газ по трубопроводу Баку-Астара в Иран; а Иран снабжает Нахичеванскую Автономную Республику. 11 ноября 2009 года Государственная нефтяная компания Азербайджанской Республики (ГНКАР) и Национальная иранская газовая компания подписали меморандум, согласно которому, начиная с 2010 года, Азербайджан будет поставлять 500 миллионов кубометров природного газа в год.

## Технические характеристики
Общая длина трубопровода составляет 1474,5 км, из которых 296,5 км приходится на Азербайджан. Диаметр трубы составляет 1020 миллиметров, а первоначальная мощность - 10 миллиардов кубических метров природного газа в год при давлении 55 стандартных атмосфер (5600 кПа). Иранский участок трубопровода известен как IGAT1.